# Buitenhuizen (Assendelft)
Buitenhuizen is een buurtschap in de gemeente Zaanstad, in de Nederlandse provincie Noord-Holland.
Buitenhuizen is gelegen aan de zuidkant van Assendelft, waar het ook onder valt. De naam zou zijn afgeleid van de Polder Buitenhuizen. Die poldernaam komt zelf dan weer van een stuk land dat buiten de dijk zou gelegen hebben in het IJ. Dit stuk land werd uiteindelijk een landtongpolder. Er zijn ook die beweren dat de plaats al ouder is dan de polder, en een duiding is voor wat huizen net buiten de dijk. De buurtschap groeide vanuit de Assendelfse kant, het Zuideinde precies tegenover De Braak, een oude waterplas van een dijkdoorbraak die later ook de Buitenhuizerbraak werd genoemd. De buurtschap leek een echt lintdorp te gaan worden maar door de aanleg van het Noordzeekanaal in de 19e eeuw door het oorspronkelijk noordelijke deel van de polder is het nooit zover gekomen.
Een deel van de buurtschap moest erdoor ook verdwijnen. Recreatiegebied Spaarnwoude in de gemeente Velsen omvat tegenwoordig het zuidelijke deel van de polder. Het noordelijke deel, het kleinste deel, is overgebleven als buurtschap en groeide in de loop van de 20e eeuw qua aantal huizen. Dit deel wordt ook wel het zuideinde van Assendelft genoemd. Het oorspronkelijke zuideinde van Assendelft wordt gevormd door de buurtschap Zuideinde waarin Buitenhuizen overloopt. Met Buitenhuizen wordt niet alleen de bewoning aan de Dorpsstraat bedoeld maar ook een deel van het gebied langs de Zeedijk, Kanaalweg en de provinciale weg N247. Tussen Nauerna en Buitenhuizen in komt de pont Buitenhuizen aan die vaart tussen Buitenhuizen en de Houtrakpolder, net ten oosten van Polder Buitenhuizen.
Noord-Holland: Steden en dorpen in Noord-Holland      Nederland: Provincies · Gemeenten